# Halkas Gelöbnis
Halkas Gelöbnis ist ein 1917 gedrehtes, deutsches Stummfilmmelodram mit Lya Mara in der Hauptrolle.

## Handlung
Irgendwann und irgendwo in Polen. Graf Symon Barinowsky kehrt nach längerer Abwesenheit in seinen Heimatort zurück. Er trifft dort auch seine Pflegeschwester Halka wieder, die von einem kleinen Mädchen zu einer erwachsenen Frau gereift ist. Die Grafenmutter gibt ihrem heimgekehrten Sohn zu Ehren ein großes Fest. Mit deutlicher Missbilligung muss sie feststellen, dass sich zwischen Graf Symon und dem Findelkind Halka Gefühle zu entwickeln scheinen, die der standesbewussten Frau alles andere als angemessen erscheinen. Symon ist das alles wurscht, er bittet Halka, ihm im Angesicht eines Marienbildes zu versprechen, dass sie bald ganz ihm gehören werde und er sie zu seiner Frau machen könne.
Eine diplomatische Mission führt ihn wenig später fern der Heimat, nach Java. Kaum fort, lernt Halka den Arzt Dr. Piorkowsky kennen, der ihr den Hof macht. In Treue fest zu dem gegebenen Wort, weist Halka den attraktiven, jungen Mann ab, als dieser sie um ihre Hand bittet. Der alten Gräfin wäre diese Verbindung nur allzu recht, wäre damit ihr Sohn, der in ihren Augen eine standesgemäßere Frau heiraten soll, aus dem Spiel. Und so verkündet die schlaue Adelige bei einem gesellschaftlichen Anlass kurzerhand die Verlobung ihres Mündels mit dem Arzt. Halkas Reaktion ist gleichfalls standesgemäß: sie fällt in Ohnmacht.
Als Halka wieder erwacht steht die Gräfin neben ihr und verlangt von ihr, dass sie schon aus Dankbarkeit der gräflichen Familie gegenüber für die geleisteten Erziehungsdienste der vergangenen Jahrzehnte den Doktor heiraten solle. Halka knickt ein und schreibt Symon in einem Brief, dass sie damit der Weisung seiner Mutter folgen würde. Dennoch, so fügt sie hinzu, werde sie den ihm gegenüber geleisteten Schwur ewiger Treue nicht brechen. Nach einem halben Jahr findet die Hochzeit zwischen Halka und Dr. Piorkowsky statt, doch zum finalen Akt der gemeinsamen Hochzeitsnacht kommt es nicht, da Halka ihrem Neu-Gatten klarmacht, dass sie sich an das Symon gegenüber gegebene Gelöbnis-Wort der Treue gebunden fühle.
In derselben Nacht ist nun auch Symon heimgekehrt und eilt sofort zu Piorkowsky, um ihm Halka zu entreißen. Es kommt zu einer Rauferei zwischen den beiden Männern, bis der alte Hausdiener Jan dazwischengeht. Er erzählt ihnen ein Geheimnis, von dem bislang niemand wusste. Halka ist in Wahrheit Symons Halbschwester, die Frucht aus einem Seitensprung zwischen dem (offensichtlich) verstorbenen alten Grafen und Jans Ehefrau. Während Jan plaudert, tritt Halka ins Zimmer ein und hört die (für sie) grausame Wahrheit, dass damit Symon für sie als Lebenspartner für immer verloren gegangen ist. Standesgemäß wirft sie all diese Aufregung aufs Krankenbett. Ihr Mann kümmert sich in dieser Zeit rührend um sie. Aus Halkas Gelöbnis ihrem Halbbruder Symon gegenüber wird nun ein neues Versprechen: das ewiger Freundschaft und Verbundenheit.

## Produktionsnotizen
Halkas Gelöbnis entstand in der zweiten Jahreshälfte 1917. Der Vierakter mit einer Länge von 1309 Meter passierte die Zensur im Dezember 1917 und wurde im Januar 1918 uraufgeführt.
Hans Albers spielte hier eine seiner ersten Filmrollen, Lya Mara eine ihrer ersten deutschen Filmrollen. 
Alfred Halm inszenierte diesen Film wie häufiger in seinem Leben unter dem Pseudonym „H. Fredall“.

## Kritik
„[Der Film] fesselt vor allem durch die effektvolle Handlung, das vortreffliche Spiel der Mitwirkenden und die ausgezeichnete Inszenierung. Mit gespanntem Interesse folgt man den dramatisch aufgebauten Ereignissen. (…) Lya Mara … versteht es, ihre in jeder Beziehung hervorragenden Mittel zur besten Geltung zu bringen. Große Bewunderung erregte auch ihre Tanzkunst … Auch die übrigen Darsteller, vor allem Erich Kaiser-Titz, spielen ausgezeichnet. Alles in allem – ein vorzüglicher Film .“